# Lorenzo Ferrante
Lorenzo Ferrante (Bisceglie, 1º febbraio 1959) è un ex calciatore italiano, di ruolo centrocampista.

## Carriera
Ha disputato due campionati di Serie A dal 1979 al 1981 con l'Avellino, per complessive 31 presenze in massima serie, e tre campionati in Serie B dal 1981 al 1984 con Lecce e Arezzo per complessive 48 presenze e 3 reti fra i cadetti.
Ha vestito anche le maglie di Bisceglie, Livorno e Salernitana.

## Statistiche

### Presenze e reti nei club
| Stagione        | Club            | Campionato | Campionato | Campionato |
| Stagione        | Club            | Comp       | Pres       | Reti       |
| --------------- | --------------- | ---------- | ---------- | ---------- |
| 1976-1977       | Bisceglie       | D          | 17         | 0          |
| 1977-1978       | Bisceglie       | D          | 26         | 2          |
| 1978-1979       | Bisceglie       | D          | 31         | 3          |
| 1979-1980       | Avellino        | A          | 14         | 0          |
| 1980-1981       | Avellino        | A          | 17         | 0          |
| 1981-1982       | Lecce           | B          | 29         | 3          |
| 1982-1983       | Lecce           | B          | 11         | 0          |
| 1983-1984       | Arezzo          | B          | 8          | 0          |
| ago.-ott. 1984  | Lecce           | B          | 0          | 0          |
| ott. 1984-1985  | Salernitana     | C1         | 23         | 0          |
| 1985-1986       | Bisceglie       | Inter.     | ?          | ?          |
| 1986-1987       | Livorno         | C1         | 8          | 0          |
| 1987-1988       | Bisceglie       | C2         | 30         | 1          |
| 1988-1989       | Bisceglie       | C2         | 29         | 0          |
| Totale carriera | Totale carriera |            | 143+       | 9+         |

## Palmarès

### Club

#### Competizioni nazionali
- Coppa Italia Serie C: 1

Livorno: 1986-1987
- Campionato Interregionale: 1

Bisceglie: 1985-1986